# 2815 Сома
2815 Сома (2815 Soma) — астероїд головного поясу, відкритий 15 вересня 1982 року.
Тіссеранів параметр щодо Юпітера — 3,615.